# Abloy
Abloy Oy — фінський виробник замків, систем замикання і будівельних скобяних виробів, а також розробник виробів в галузі технологій електромеханічних замків. Abloy Oy входить до складу ASSA ABLOY — шведської групи компаній виробників замків. ASSA ABLOY була утворена в 1994 році шляхом відокремлення від шведської фірми виробника систем безпеки Securitas AB. Незабаром після цього підприємство було придбано фінським виробником замків Abloy Oy — дочірнім підприємством фінської компанії Wärtsilä.

## Продукція

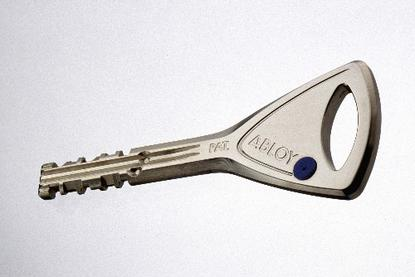
Сучасний ключ до дискового замка системи Abloy Protec

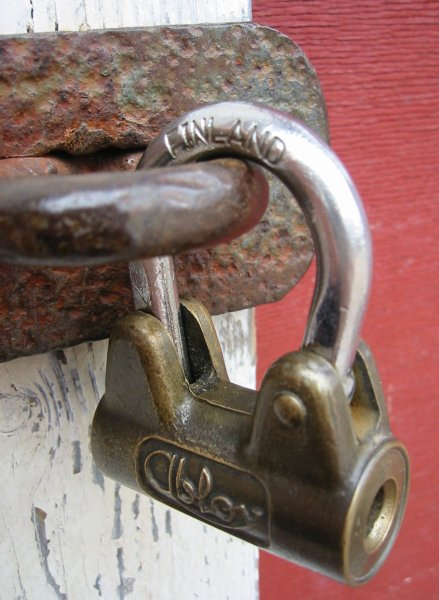
Навісний замок Abloy з дисковим механізмом

Компанія виробляє: електромеханічні замки, замки для металевих меблів, замки для офісних меблів, навісні замки, накладні замки, корпуси замків, циліндри для різних типів врізних замків, а також дверні механізми, дверну автоматику і архітектурні скоб'яні вироби.
Механізм циліндра з сувальдними дисками був винайдений в 1907 році фінським інженером Емілем Хенрікссоном. Тому замки цієї конструкції іноді називають «фінськими». Нові покоління циліндрів ABLOY є по суті їх модифікаціями.